# ساکلشپور
ساکلشپور (به انگلیسی: Sakleshpur) یک منطقهٔ مسکونی در هند است که در بخش حسن واقع شده‌است. ساکلشپور ۲۳٬۳۵۲ نفر جمعیت دارد و ۹۵۶ متر بالاتر از سطح دریا واقع شده‌است.